# Pachythrix esmeralda
Pachythrix esmeralda är en fjärilsart som beskrevs av W. Warren 1912. Pachythrix esmeralda ingår i släktet Pachythrix och familjen nattflyn. Inga underarter finns listade i Catalogue of Life.